# Wonder Bar
Wonder Bar ist eine US-amerikanische Musicalverfilmung mit einer Starbesetzung. Hauptrollen spielen unter anderem Al Jolson und Kay Francis. Der Film kam vor Inkrafttreten des Production Code in den Verleih, sodass beispielsweise in einer Szene offen auf männliche Homosexualität angespielt werden konnte. In Österreich kam der Film 1934 unter dem Titel Die Wunderbar in den Verleih.

## Handlung
Die Geschichte spielt während eines Abends in der Wonder Bar in Paris und erzählt die verwickelten Beziehungen verschiedener Figuren zueinander. Al Wonder ist der Betreiber eines exklusiven Nachtclubs im Pariser Montmartre. Al begrüßt seine Gäste stets persönlich und leitet auch selber durch das Programm, dessen wichtigster Interpret er ebenfalls ist. Zu den wichtigsten Attraktionen gehört das Duo Harry und Inez, die eine erotische Version des Tango auf die Bühne bringen. Al liebt Ines im Geheimen und auch Ines’ früherer Freund, der Bandleader Tommy, trauert ihr weiter hinterher. Ines ist jedoch ihrem Tanzpartner Harry verfallen, der sie sexuell ausnutzt und gleichzeitig mit Liane, der gelangweilten Ehefrau eines reichen und betagten Bankiers, betrügt. Daneben verfolgt der Film weitere Erzählstränge: Der bankrotte Baron von Ferring plant, im Anschluss an einen letzten spendablen Abend im Lokal  Selbstmord zu begehen. Liane hat ihre Tanzstunden bei Harry mit einer wertvollen Halskette bezahlt. Anschließend hat Liane die Halskette als gestohlen gemeldet, doch ihr Ehemann und die Ermittler werden misstrauisch. Nun fordert Liane die Halskette von Harry zurück, der jedoch behauptet, er habe die Kette bereits verkauft. In Wahrheit möchte er sie Al veräußern, um mit dem Erlös aus dem Land zu fliehen. Al stimmt dem zu, vor allem, damit Inez endlich von Harry loskommt. Liane überlegt mit Harry zu flüchten, was ihr Al, ein guter Freund ihres Ehemannes, ausredet.
Inez hat erfahren, dass Harry ohne sie abreisen will. Am Ende einer letzten gemeinsamen Tanznummer, in der sie von Harry ausgepeitscht wird, sticht sie auf Harry in einem Anfall von Eifersucht ein. Die anfangs scheinbar harmlose Wunde ist tödlich. Harry stirbt wenig später, unbemerkt von Inez, in seiner Garderobe. Al versucht alles, um Inez vor der Polizei zu schützen. Dazu versteckt er die Leiche von Harry im Wagen des Barons von Ferring, der sich kurz danach, wie Al weiß, mit dem Wagen über einen Abhang in den Tod stürzen will. Inez erfährt nicht, dass Harry durch sie den Tod gefunden hat und findet gegen Morgen endlich Glück und Zufriedenheit in den Armen von Tommy, der sie schon immer geliebt hat.

## Hintergrund
Der Film basiert auf einer Broadwayproduktion gleichen Namens von 1931, in der Al Jolson ebenfalls die Hauptrolle spielte. Bei dieser Show handelte es sich um eine Adaption des Wiener Singspiels Die Wunder-Bar aus dem Jahr 1930 von Géza Herczeg und Karl Farkas mit der Musik von Robert Katscher. Im Stile des großen Erfolges Menschen im Hotel von Metro-Goldwyn-Mayer aus dem Jahr 1932 entschied sich Warner Brothers dafür, den Film mit einer Starbesetzung auszustatten und hoffte auf einen ähnlichen Erfolg. So galten Al Jolson, Kay Francis, Dolores Del Rio, Ricardo Cortez und Dick Powell zu diesem Zeitpunkt als große Hollywood-Stars. Zuvor waren auch Ruby Keeler, Adolphe Menjou, Bette Davis, Ann Dvorak und Barbara Stanwyck für Rollen in dem Film im Gespräch gewesen. Wie Menschen im Hotel mischt auch Wonder Bar verschiedene Genres.
Kay Francis war unmittelbar nach ihrem Wechsel von Paramount im Jahr 1932 zu Warner Brothers zu einer beliebten Darstellerin von unabhängigen, selbstbewussten Frauen aufgestiegen, die für ihre Liebe kämpfen und sich nicht den gängigen Moralvorstellungen unterwerfen. Seit 1933 war ihre Karriere durch einige minderwertige Auftritte in B-Filmen in ernsthafter Gefahr. Die Rolle in Wonder Bar ist keine 7 Minuten lang und Francis weigerte sich mit aller Macht, die Part einer gelangweilten Ehefrau zu übernehmen. Ihrer Meinung nach hätte jede andere Vertragsschauspielerin diese Rolle spielen können, die jedoch unwürdig eines Stars von ihrer Statur sei. Nach endlosen Auseinandersetzungen übernahm sie schließlich den Part, nur um festzustellen, dass das Studio ihre Rolle noch einmal drastisch zu Gunsten von Dolores Del Rio zusammenstrich. Del Rio war kurz vorher von RKO zu Warner Brothers gekommen und das Studio versuchte, die Schauspielerin zu einem großen Star zu machen. Die Dreharbeiten verliefen unter erheblichen Spannungen zwischen den Schauspielern. Al Jolson, der 1933 mit einer Wochengage von 25.000 Dollar pro Woche neben Constance Bennett der höchstbezahlte Filmstar des Landes war, hatte den Ruf eines Autokraten, der keinem anderen Darsteller neben sich auch nur eine gute Szene gönnte. So erinnerte sich Dick Powell, dass Jolson ihm seinen besten Song weggenommen und ihm im Gegenzug die Songs gegeben habe, die er nicht mochte.
Die Musicalszenen wurden von Busby Berkeley choreographiert. Nach heutigem Verständnis ist die zehnminütige Sequenz von Goin’ to Heaven on a Mule rassistisch und von schlechtem Geschmack. Jolson tritt in Blackface auf und singt mit afroamerikanischen Kindern, die als Engel mit kleinen Flügeln auf dem Rücken ausstaffiert sind. Die laxe Befolgung der Zensurvorschriften während der sogenannten Pre-Code-Ära macht es möglich, dass Inez mit einem Totschlag davonkommt und sogar noch Glück und inneren Frieden findet. Auch konnten sexuelle Minderheiten kurz, aber relativ offen geschildert werden. Die heute wohl bekannteste Szene des Streifens kommt daher, als ein junger, dunkelhaariger gutgebauter Mann an ein tanzendes Paar herantritt, die Dame beiseiteschiebt und den blonden Tänzer fragt:
May I cut in?
Die beiden Männer tanzen engumschlungen weiter und Al Wonder kommentiert das Geschehen, das ansonsten wenig Aufsehen auf der Tanzfläche erregt, mit den berühmten Worten:
Boys will be Boys. Woo Woo!
Auch die Darstellung sexueller Hörigkeit zwischen del Rio und Cortez, der seine Geliebte während der Bühnenshow auspeitscht und mit einem Messer bedroht, wäre nach dem später im Jahr 1934 stattfindenden Inkrafttreten des verschärften Production Code nicht mehr möglich gewesen.

## Musiknummern
- Vive la France – gesungen vom Al Jolson
- Wonder Bar – gesungen von Dick Powell
- Why Do I Dream Those Dreams? – gesungen von Dick Powell
- Don’t Say Goodnight – gesungen von Dick Powell; getanzt von Dolores del Rio und Ricardo Cortez
- Goin’ to Heaven on a Mule – gesungen vom Al Jolson; getanzt von Hal Le Roy

## Kinoauswertung
Die Produktionskosten beliefen sich auf 675.000 US-Dollar, denen Gesamteinnahme in Höhe von 2.035.000 US-Dollar gegenüberstanden. Wonder Bar war damit einer der größten Kinohits des Jahres in den Vereinigten Staaten, wovon besonders Al Jolson profitierte, der sich 10 % der Bruttoeinnahmen des Filmes ausgehandelt hatte.

## Kritik
Die New York Times zeigte sich angetan:

„Al Jolsons neuester Film […] erzählt von den Ereignissen, Romanzen und Tragödien einer Nacht in einem Cabaret in Montmarte, der „Wonder Bar“. Das Ganze folgt dem Stil von „Menschen im Hotel“, allerdings legt das Studio den Schwerpunkt auf die Cabaretshow, bei der die einzelnen Nummern die lustigen oder traurigen Episoden der Handlung widerspiegeln.“

## Quelle
- Stanley Green, Elaine Schmidt: Hollywood musicals year by year. 2. Auflage, Hal Leonard Corporation, 1999. S. 30. ISBN 0-634-00765-3.
- Scott O’Brien: Kay Francis I Can’t Wait to Be Forgotten – Her Life On Film and Stage. Bearmanor Media, 2006, ISBN 1-59393-036-4.